# Austrotartessus ianassa
Austrotartessus ianassa är en insektsart som beskrevs av George Willis Kirkaldy 1907. Austrotartessus ianassa ingår i släktet Austrotartessus och familjen dvärgstritar. Inga underarter finns listade i Catalogue of Life.